# Monocouche lipidique
Une monocouche lipidique est une monocouche auto-assemblée composée principalement de lipides.

## Préparation
Pour l'étalement d'une monocouche lipidique à l'interface air-eau dans une balance de Langmuir, on utilise une solution organique du lipide dans un solvant ou un mélange de solvants non miscible à l'eau. On prélève à l'aide d'une microseringue de l'ordre de 50-100 µl et l'on dépose avec précaution des fractions de goutte (on laisse à peine affleurer la goutte du trou de l'aiguille et on la place contre la surface de l'eau sans que l'aiguille ne touche l'eau) uniformément sur toute la surface. Étant donné la minutie exigée, chaque expérience est menée au moins trois fois pour s'assurer de sa reproductibilité.
Pour éviter toute contamination, la balance de Langmuir, sa barrière mobile, sa plaque de Wilhelmy et toute la verrerie utilisée est préalablement nettoyée avec un oxydant fort comme l'acide sulfochromique qui doit débarrasser la surface de tout contaminant organique. On utilise également des gants en tissu non pelucheux pour ne pas contaminer les surfaces avec les phospholipides présents à la surface de la peau. Enfin, on peut procéder à une première compression à vide de la sous-phase aqueuse : dans le cas idéal, aucune augmentation de la pression de surface ne doit être détectable puisqu'aucun tensio-actif ne devrait se trouver à la surface. Si l'on observe une augmentation de la pression de surface, on peut aspirer la surface le l'eau, c'est-à-dire là où se trouvent les composés tension-actifs, pour les éliminer.

## Étude de la monocouche

### Principales caractéristiques

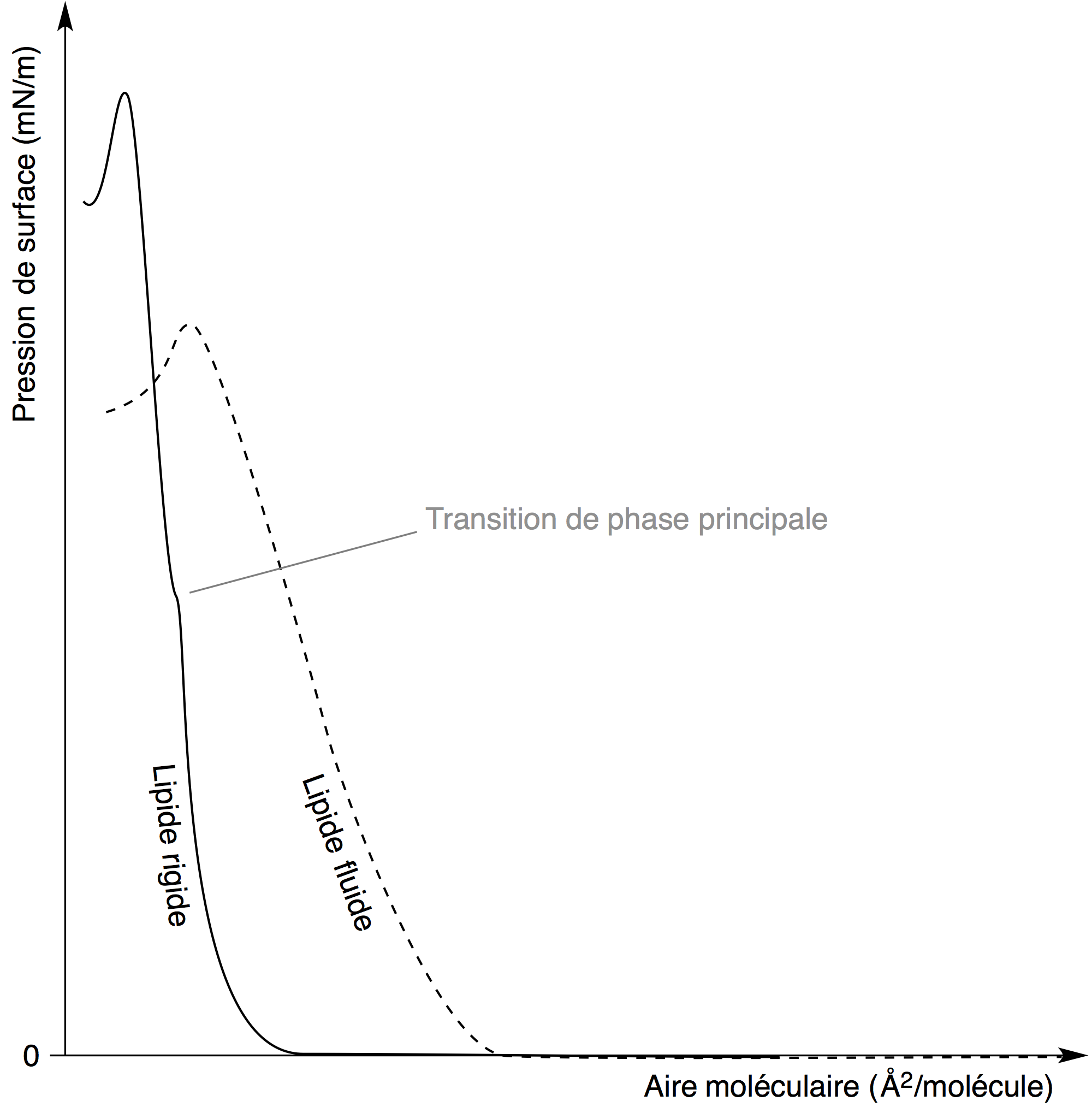
Différence de l'isotherme de compression entre un lipide fluide (en pointillés) et un lipide rigide. Le lipide rigide montre une transition de phase principale contrairement au lipide fluide.

Les caractéristiques principales du lipide sont obtenues par son isotherme de compression :
- L'état, rigide ou fluide, du lipide selon qu'on observe, ou non, une transition de phase principale à cette température (schéma ci-contre) ;
- L'aire spécifique du lipide, soit la surface minimum qu'il occupe à l'interface air-eau dans l'état le plus compact de la phase solide ;
- La pression de surface au collapse et l'aire moléculaire au lift-off sont également des valeurs importantes mais difficiles à interpréter.

L'état rigide ou fluide du lipide revêt une importance capitale en biologie sur la structure des membranes, leur fluidité et l'adaptation homéovisqueuse. On observe également des phénomènes de ségrégation de phase lorsque, dans un mélange de lipides, l'un est dans un état solide, l'autre dans un état liquide et que l'on observe la séparation des deux phases ; au niveau de la membrane cellulaire, on connait ce phénomène sous la forme des rafts lipidiques. On peut également observer l'influence du cholestérol sur la rigidité d'une monocouche et, par extrapolation, sur la rigidité d'une membrane (bicouche lipidique).

### Microscopie d'épifluorescence
Il est facile de mélanger un lipide fluorescent (la sonde fluorescente) à un lipide à étudier, pour peu que leur structure chimique soit compatible, c'est-à-dire assez proche. On peut alors mettre en évidence les arrangements macroscopiques que forment ces lipides grâce à la microscopie d'épifluorescence. Généralement, cette sonde est soluble avec le(s) lipide(s) en phase liquide mais pas avec celui(ceux) en phase gazeuse ou solide car, dans ce dernier cas, les forces de cohésion entre les molécules de lipide ont tendance à expulser la sonde fluorescente.

### Spectroscopie infrarouge (PM-IRRAS)
La spectroscopie infrarouge de type PM-IRRAS permet d'étudier une monocouche à l'interface air-eau malgré le peu de molécules présentes. En outre, les signaux observés dépendent de l'orientation des liaisons par rapport à l'interface. On peut donc, dans une certaine mesure, étudier l'organisation de la monocouche à différentes pressions de surface.

## Études dynamiques de la monocouche
Outre les études de la monocouche en elle-même décrites ci-dessus, il est possible d'étaler une monocouche, de la comprimer jusqu'à la pression de surface désirée puis d'injecter, dans la sous-phase, un composé chimique ou une enzyme qui va interagir avec la monocouche puis étudier l'évolution de la pression de surface dans le temps ou ce que l'on observe en microscopie d'épifluorescence.